# 中国人民解放军火箭军政治工作部文工团
中国人民解放军火箭军政治工作部文工团，位于北京市海淀区清河小营西路31号，是中国人民解放军火箭军政治工作部直属单位、文工团。

## 简介
1966年7月1日，中国人民解放军第二炮兵正式组建。1966年7月，中国人民解放军第二炮兵政治部文工团成立，其前身是公安部政治部文工团。
在深化国防和军队改革中，2016年该团更名为中国人民解放军火箭军政治工作部文工团。
2018年9月10日，根据中央军事委员会整编命令，中国人民解放军火箭军政治工作部文工团建制撤销，所属现役军人全部退役、文职人员全部解聘。
2018年9月14日，中国军网八一电视在发布的题为“再见了，火箭军文工团！《心中的歌》唱出几代人芳华”的视频时介绍称，“从1966年到2018年，火箭军文工团走过了52个春夏秋冬。今天，火箭军文工团光荣退役。” 

## 历任领导
（以下团长在文工团总团存在期间以总团为主，在文工团总团撤销时期以歌舞团为主）
| 团长 …… - 李广立大校（？—？） - 张良大校（？—2007年） - 屈塬大校（2007年1月—2015年） - 周炜大校（2015年1月—2018年9月14日） | 政治委员 …… - 马守廷大校（？—2005年） - 刘永江大校（2005年—2018年9月14日） |

## 代表剧目
1956年世界青年联欢节上，后来进入该团的板胡演奏家张长城创作的板胡独奏曲《红军哥哥回来了》获得金质奖章。二胡演奏家陈耀星创作的二胡独奏曲《战马奔腾》十分有名。1980年代该团创作歌曲《火箭兵的梦》（张暴默演唱）。1996年6月，中央军委主席江泽民和中央军委领导观看了该团创作演出的《祖国不会忘记》大型歌舞。2006年6月28日，为纪念中国人民解放军第二炮兵组建四十周年，该团为中央军委主席胡锦涛和中央军委领导演出音乐舞蹈史诗《东风颂》。

## 优秀人才
- 词曲作家：晨枫、韩冷、云剑、李川、辛茹、陈春光、楚兴元[2]
- 演奏家：张长城（板胡）、陈耀星（二胡）[2]
- 歌手：张暴默、李丹阳、韩磊、陈思思、凤凰传奇、张华敏、于丽娜、耿为华、赵景春、师鹏、金波、刘建国、张龙英、陈永峰、乔军、李倩、郭春梅[2]
- 相声演员：贾冀光、魏兰柱、姜忠实、刘国建、彭子义[2]
- 小品演员：潘长江[2]
- 舞蹈演员：黄英、陶蕾、李倩、魏思佳[2]
- 舞蹈编导：邓锐斌、余大鸣[2]